# Drept financiar
Dreptul financiar reprezintă o ramură importantă a dreptului public, care are ca obiect normele juridice privind gestionarea și administrarea finanțelor publice. Această disciplină juridică reglementează modul în care resursele financiare sunt colectate, administrate și utilizate de către autoritățile publice pentru a-și îndeplini responsabilitățile și funcțiile în cadrul sistemului bugetar național.
Sistemul finanțelor publice se structurează ca o succesiune de acte și operațiuni financiare, organizate în funcție de nivelul lor de relevanță practică. Acesta cuprinde etape precum constituirea resurselor financiare ale instituțiilor publice și utilizarea acestor resurse financiare pentru a satisface funcțiile specifice ale acestor instituții.
Finanțele publice joacă un rol esențial în asigurarea funcționării administrațiilor publice centrale și locale. Aceste administrații desfășoară activități de repartiție și furnizare de servicii non-comerciale, bazându-se în mare măsură pe resurse obținute din prelevări obligatorii. Printre aceste servicii se numără asistența medicală publică, educația publică, serviciile sociale, administrația publică și multe altele, cum ar fi gestionarea infrastructurii rutiere.
Finanțele publice îndeplinesc o importantă funcție de repartiție, transferând resurse financiare în două direcții, în conformitate cu prevederile legii. Aceste transferuri se realizează de la persoane fizice, juridice sau alte entități către fondurile publice și de la fondurile publice către beneficiarii acestora, reprezentați de persoane fizice, persoane juridice sau alte entități. Funcția de repartiție se bazează pe proporționalitatea între impozitele plătite și serviciile publice oferite, astfel încât accesul la aceste servicii să fie în concordanță cu necesitățile individuale.
Dreptul financiar este abordat în literatura de specialitate sub multiple aspecte, privind finanțele publice ca un sistem complex de relații economice prin care resursele financiare sunt transferate și administrate pentru a asigura funcționarea corespunzătoare a administrației publice și a satisfacerea nevoilor societății. Această disciplină este esențială pentru înțelegerea modului în care autoritățile publice colectează, cheltuiesc și administrează resursele financiare, jucând un rol crucial în menținerea echilibrului financiar și în îndeplinirea obligațiilor statului față de cetățeni.